# Bothrocara elongatum
Bothrocara elongatum är en fiskart som först beskrevs av Garman, 1899.  Bothrocara elongatum ingår i släktet Bothrocara och familjen tånglakefiskar. Inga underarter finns listade.